# Afilarmónica NiFú-NiFá

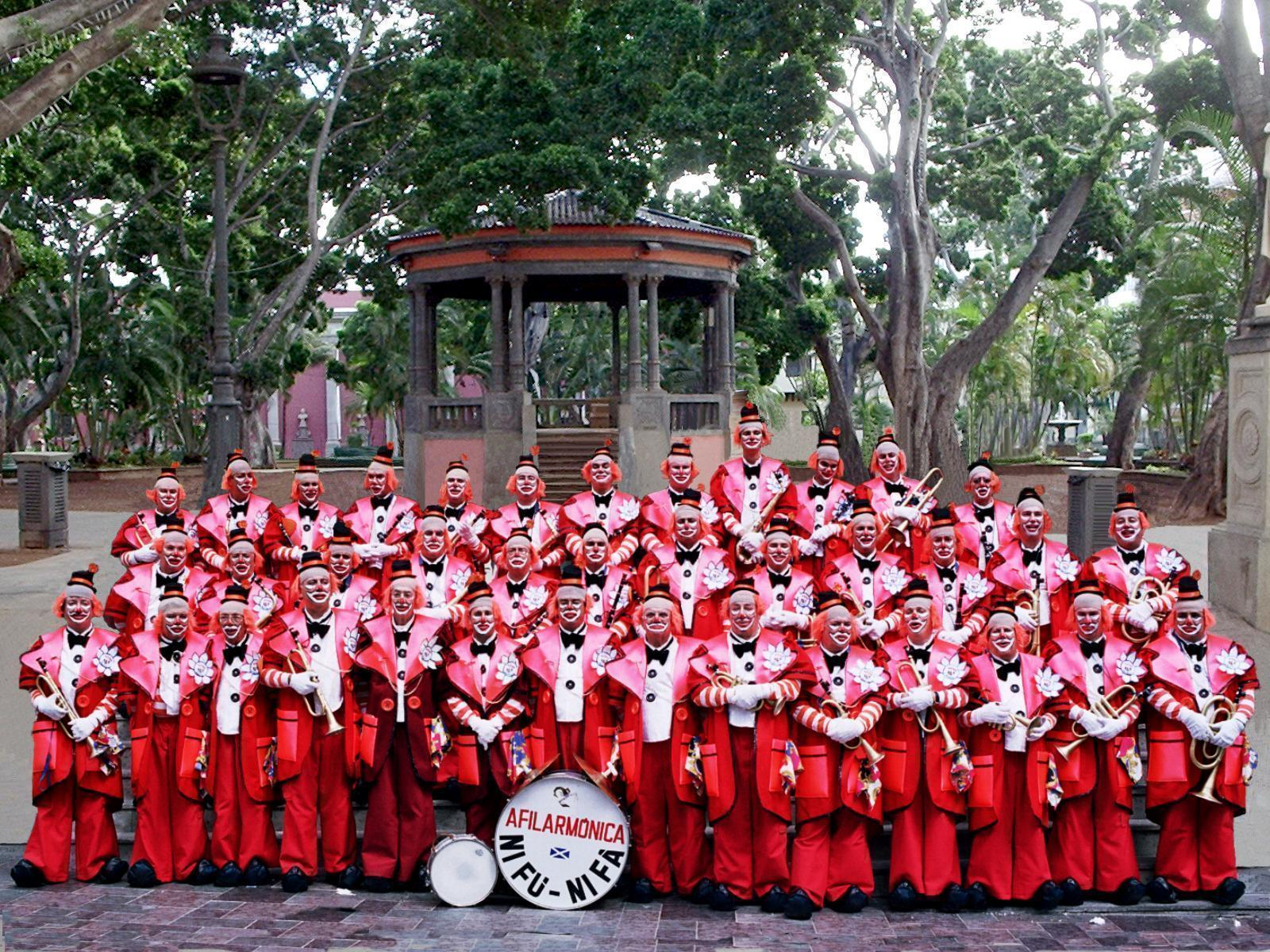
Afilarmónica NiFú-NiFá no carnaval de 2006.

Afilarmónica NiFú-NiFá, ou simplesmente Fufa, como se conhece popularmente, é uma murga tradicional do Carnaval de Santa Cruz de Tenerife, considerada a mãe das murgas das Canárias. Tem sua sede social na Calle de la Noria, nº 13. Foi fundada na década de 1950, tendo adotado seu nome atual em 1961.